# Вордё
Вордё (швед. Vårdö, фин. Vårdö) — община на Аландских островах, Финляндия. Общая площадь территории — 572,66 км², из которых 471,16 км² — вода (82,28 %). Плотность населения — 4,43 чел/км².

## Демография
На 31 января 2011 года в общине Вордё проживают 450 человек: 234 мужчины и 216 женщин.
Финский язык является родным для 4,87 % жителей, шведский — для 88,94 %. Прочие языки являются родными для 6,19 % жителей общины.
Возрастной состав населения:
- до 14 лет — 15,33 %
- от 15 до 64 лет — 58 %
- от 65 лет — 27,11 %

Изменение численности населения по годам:
| Год  | Численность |
| ---- | ----------- |
| 1980 | 387         |
| 1990 | 386         |
| 2000 | 409         |
| 2010 | 452         |
| 2011 | 450         |

## Достопримечательности
- На острове Вордё находится Аляндский школьный музей.
- В селе Лёвё находится музей родного края — Сеферс (Seffers).
- Вордё — это община культуры и искусства. На острове Симшела[швед.] жила писательница Анни Блумквист[англ.] (1909—1990). Её книжная серия «Мая со Стормшера» широко известна в Европе. Роман также родившейся на острове Симшела писательницы Салли Салминен «Катрина» тоже очень известен.
- В Иванов день и вечер в летнее солнцестояние (midsommarafton) украшают каждое родное село по Вордё всячески. Повсюду играет народная музыка. Танцевальный вечер длится до утра в Тёфтё, на танцевальной площадке Бёлянс.